# Okostojások
Az Okostojások (eredeti cím: Kid Paddle) egy 2003 és 2006 között vetített kanadai-francia-belga rajzfilmsorozat, ami Midam Kid Paddle című belga képregényei alapján készült. A sorozatot Olivier Bonnet rendezte, fő forgatókönyvei Laurent Bounoure és Philippe Daniau voltak, a történet pedig három barát kalandjait mutatta be. A sorozat eredeti szinkronhangjai közt van Jennifer Seguin, Daniel Brochu, Eleanor Noble, Pauline Little és Arthur Holden.
A sorozatot Kanadában a Teletoon mutatta be 2003. szeptember 1. és 2006. január 15. között, Magyarországon az RTL Klub mutatta be a Kölyökklub című műsorblokkjában.

## Cselekmény
A sorozat szereplői 3 barát: a képregény- és videojátékrajongó Öcsi (Kid), a kis tudós Penge (Big Bang) és a naív  Pancser (Horace) . A történet az ő kalandjaikat mutatja be, aminek fő mozgatórugója általában Öcsi szokott lenni, aki különféle bajba keveri magukat, köztük húga, Karola (Carol) feldühítésével.

## Szereplők
| Szereplő          | Eredeti hang    | Magyar hang                     |
| ----------------- | --------------- | ------------------------------- |
| Öcsi (Kid Paddle) | Jennifer Seguin | Simonyi Balázs Pálmai Szabolcs  |
| Penge (Big Bang)  | Daniel Brochu   | Molnár Levente                  |
| Pancser (Horace)  | Eleanor Noble   | Steiner Kristóf Markovics Tamás |
| Mr. Paddle        | Arthur Holden   | Csuha Lajos                     |
| Karola (Carole)   | Pauline Little  | Molnár Ilona                    |
| Max               | Jessica Kardos  |                                 |
| Paddle nagyapa    | A.J. Henderson  |                                 |

## Magyar szinkron
Magyar szöveg: Molnár Levente
Hangmérnök: Hídvégi Csaba
Vágó: Arakovics Zoltán
Gyártásvezető: Boskó Andrea
Rendezőasszisztens: Szász Andrea
Szinkronrendező: Ulmann Gábor
Producer: Kovács Zsolt
A szinkront az RTL Klub megbízásából a Szinkron Systems készítette.